# Morvan Lez-Breizh
Morvan, ou Murman ou Morman, (vers 750 (?) - 818), peut être considéré comme le premier chef d'une Bretagne unifiée. Le surnom Lez-Breizh (littéralement hanche, soutien de la Bretagne) donné à Morvan ne date que du début du XIXe siècle.

## Biographie
Originaire des environs de Priziac (Morbihan), son château aujourd'hui disparu se trouvait probablement sur la colline de Minez Morvan dans la contrée de Le Faouët-Langonnet. Cette zone a d'ailleurs adopté de nos jours l'appellation touristique de Pays du Roi Morvan.
Morvan avait son camp sur les bords de l'Ellé ; Ermold écrit :  « Au milieu des forêts, entourée d'un fleuve, retranchée derrière les baies, les fossés, les marécages, la demeure royale brille de l'éclat des armes et contient une garde de soldats nombreux. C'est l'endroit où Murman [Morvan] se tient le plus volontiers, y trouvant sécurité et agrément.
Son territoire fut le théâtre d’une bataille sanglante lors de laquelle Morvan résista victorieusement aux armées franques de Louis le Débonnaire. Ses exploits sont relatés dans le Barzaz Breiz où le surnom de « Lez-Breizh », littéralement « hanche » c'est-à-dire support de la Bretagne lui est attribué, il est connu également par le témoignage du chroniqueur franc Ermold Le Noir. Il raconte comment le moine Witkar, envoyé par l'empereur Louis le Débonnaire en ambassade auprès de « Murman »  pour demander la soumission des Bretons, s'entend répondre:

« Va promptement trouver ton maître, et répète lui mes paroles. Je n'habite point sa terre, je ne veux pas subir sa loi. Qu'il règne sur les Franks, soit. Murman règne sur les Bretons. Si les Franks nous font la guerre, la guerre nous leur rendrons. Nous avons des bras nous saurons nous en servir » (…) « Hâte-toi de reporter ces paroles à ton roi : les champs que je cultive ne sont pas les siens, et je n'entends point recevoir ses lois. Qu'il gouverne les Franks ; Murman commande à juste titre aux Bretons, et refuse tout cens et tout tribut. Que les Franks osent déclarer la guerre, et sur-le-champ moi aussi je pousserai le cri du combat, et leur montrerai que mon bras n'est pas encore si faible. »

— Poème d'Ermold Le Noir, Chant troisième, traduction de 1824 (édition Brière)
En effet, aux alentours de 800, deux zones divisent la Bretagne : la zone bretonne contre la zone gallo-franque ou marches de Bretagne (Rennes, Nantes, et Vannes depuis 753). Pour renforcer leurs positions, les rois carolingiens tendaient à multiplier le peuplement franc de la Bretagne et à guerroyer contre les royaumes bretons en perpétuelle révolte contre le tribut qu'on voulait leur imposer. La puissante autorité carolingienne dut faire campagne d'abord en 786 avec le sénéchal Audulf, puis en 799 avec le marquis Guy de Nantes et ses comtes, et enfin en 811. Les chefs bretons, régulièrement battus, sont incapables de s'unir devant l'ennemi commun, jusqu'au jour où ils s'entendent pour reconnaître comme chef Morvan, obligeant Louis à intervenir .
Après un premier échec, Louis le Débonnaire organise en personne la réplique et poursuivit Morvan jusqu'en Langonnet. Ce dernier fut tué en 818 dans un lieu non identifié à ce jour, mais probablement quelque part entre Priziac et Carhaix, sans doute près du lieu-dit Minez-Morvan (situé en Langonnet) .

« Il [Louis] marcha de sa personne en Bretagne avec une armée considérable, et tint à Vannes l'assemblée générale de la nation. Entrant ensuite dans la province dont il vient d'être parlé, il prit toutes les places fortes des rebelles, et se rendit bientôt maître sans beaucoup de fatigue du pays entier. Après en effet que Morman qui s'y était arrogé l'autorité royale au mépris de l'usage constant des Bretons, eut été tué par les troupes de l'empereur il ne se trouva plus un seul Breton qui résistât, ou qui refusât soit d'obéir aux ordres qu'il recevait, soit de fournir les otages qu'on exigeait de lui »

— Annales d'Éginhard, (Année 818)

« Morman ayant été tué au milieu des bagages du camp par un écuyer du roi nommé Choslon, toute la Bretagne vaincue succomba avec lui… »

— l’Anonyme dit L'Astronome, (Année 818)
D'après quelques légendes locales, Morvan serait inhumé sous le tumulus de Kermain (en Langonnet), qui date pourtant de l'âge du bronze.
Selon Joëlle Quaghebeur, Morvan serait le père ou le grand-père de Nominoë.